# Linda Dallmann
Linda Dallmann (2 september 1994) is een Duits voetbalspeelster. Sinds 2012 komt ze uit voor SGS Essen in de Duitse Bundesliga. 

## Statistieken
| Seizoen | Club                | Land      | Competitie | Wedstrijden | Doelpunten |
| ------- | ------------------- | --------- | ---------- | ----------- | ---------- |
| 2010/11 | Bayer 04 Leverkusen | Duitsland | Bundesliga | 1           | 0          |
| 2011/12 | SGS Essen           | Duitsland | Bundesliga | 22          | 2          |
| 2012/13 | SGS Essen           | Duitsland | Bundesliga | 21          | 2          |
| 2013/14 | SGS Essen           | Duitsland | Bundesliga | 22          | 6          |
| 2014/15 | SGS Essen           | Duitsland | Bundesliga | 20          | 2          |
| 2015/16 | SGS Essen           | Duitsland | Bundesliga | 22          | 1          |
| 2016/17 | SGS Essen           | Duitsland | Bundesliga | 16          | 2          |
| 2017/18 | SGS Essen           | Duitsland | Bundesliga | 21          | 12         |
| 2018/19 | SGS Essen           | Duitsland | Bundesliga | 5           | 1          |
| Totaal  | Totaal              | Totaal    | Totaal     | 150         | 28         |

Laatste update: feb 2019

## Interlands
Voor Duitsland speelde ze in het O17-nationale team voor een derde plaats op het EK in 2011. In 2014 werd ze met Duitsland O20 wereldkampioen in Canada. Sinds 2016 komt ze ook uit voor het Duitse nationale team.